# ミーガン (船舶)
以前はMV GOサーチャーとして知られていたMVミーガンは、スペースXの2隻のドラゴン宇宙船回収船の1隻。ファルコン・ランディングLLCを通してスペースXが所有するこの船は（ファルコン・ランディング社はスペースXのスペースXフェアリング回収計画およびイーロン・マスクのプライベートジェットも所有している）、姉妹船のMVシャノンともども、プラットフォーム補給船にクルードラゴンおよびカーゴドラゴンを着水後に回収する装備を追加したものである。
ドラゴンカプセルが地球への帰還を開始すると、予定着水ゾーンの近くで待機するためにミーガンないしシャノンが出航する。着水後、高速艇が回収船から出発して安全確認および乗員の確認のためにカプセルに接近し、乗員がカプセルから出られるように回収船に吊り上げるための準備をする。NASAはスペースXに対して、着水後60分以内に宇宙飛行士がカプセルから出られるように求めている。
このミッションのために、回収船は船尾にカプセルを水中から吊り上げるためのクレーンや、宇宙飛行士のための医療ユニット、それに宇宙飛行士や、宇宙から帰還した急いで陸に戻す必要がある物資などを運ぶためのヘリパッドが備えられている。

## 船歴
ミーガンは、洋上石油施設やガス施設およびその他の洋上施設への補給に特化したプラットフォーム補給船としてアラバマ州コーデンのMaster Boat Buildersによって建造された。2009年に起工され、2010年に進水した。
新造船としてAbdon Callais Offshoreが購入し、MV CALLAIS Searcherと命名した。Abdon Callais Offshoreの親会社が海運業から撤退したことから、同船はHarvey Gulf International Marineに売却され、MV HARVEY Otterと改名された。2014年にジュース・オフショア（Guice Offshorre、GO）に売却されMV GOサーチャーと改名された。
スペースXはそれまでも同様なプラットフォーム補給船を用いて貨物専用のドラゴン1カプセルの回収を行っていたが、有人および無人で打ち上げられるドラゴン2回収のために回収能力を増強する必要があった。2隻のプラットフォーム補給船にカプセル・リフティング・フレーム（特注のクレーン）、医療ユニット、ヘリパッドの追加と高価な技術的アップグレードを施す契約がジュース・オフショアとの間で締結された。
GOサーチャーは、2019年3月8日に無人のDemo-1ミッションのドラゴンの回収で初めて使用された。同船は、2019年8月に行われた、Demo-2ミッションに参加する宇宙飛行士を乗せたクルードラゴンの乗組員救出のリハーサルにも使用された。しかしながら、姉妹船のMV GOナヴィゲーター（その後、シャノンと改名）はDemo-2の飛行ののちに宇宙飛行士の回収に使用された。
2019年4月から2021年6月までの間、GOサーチャーはスペースXフェアリング回収計画の9回のミッションを支援するために使用された。同船は、ドラゴンの出口エリアにファルコン9のフェアリングの半分を1つ収容できる。2020年1月19日、同船は飛行中脱出試験のあとでクルードラゴン・カプセルを回収するために使用された。
GOサーチャーがクルーをドラゴン・カプセルから初めて回収したのは、民間人のみが搭乗した初の軌道宇宙飛行であるインスピレーション4の後で2021年9月18日にクルードラゴン・レジリエンスを回収したときだった。それ以降、GOサーチャーはクルードラゴン・カプセルないしカーゴドラゴン・カプセルの回収にのみ使用されている。
2022年前半にGOサーチャーは、スペースXのドラゴン・カプセルで飛行したNASAの初めての女性宇宙飛行であるK・メーガン・マッカーサーにちなんでミーガンと改名された。

## 回収ミッション一覧
| 日付           | ミッション          | 役割                 |
| -------------- | ------------------- | -------------------- |
| 2019年3月8日   | Demo-1              | クルードラゴン回収   |
| 2019年4月11日  | ArabSat-6A          | フェアリング回収支援 |
| 2019年5月24日  | Starlink            | フェアリング回収支援 |
| 2019年6月25日  | STP-2               | フェアリング回収支援 |
| 2019年8月6日   | Amos-17             | フェアリング回収支援 |
| 2019年11月11日 | Starlink-2          | フェアリング回収支援 |
| 2020年1月19日  | 飛行中脱出試験      | クルードラゴン回収   |
| 2021年3月11日  | Starlink 20         | フェアリング回収支援 |
| 2021年3月14日  | Starlink 21         | フェアリング回収支援 |
| 2021年5月26日  | Starlink 28         | フェアリング回収支援 |
| 2021年6月6日   | SXM-8               | フェアリング回収支援 |
| 2021年9月18日  | インスピレーション4 | クルードラゴン回収   |
| 2021年10月1日  | CRS-23              | カーゴドラゴン回収   |
| 2022年1月24日  | CRS-24              | カーゴドラゴン回収   |
| 2022年4月25日  | Axiom-1             | クルードラゴン回収   |
| 2022年8月20日  | CRS-25              | カーゴドラゴン回収   |
| 2022年10月14日 | Crew-4              | クルードラゴン回収   |
| 2023年1月11日  | CRS-26              | カーゴドラゴン回収   |
| 2023年5月31日  | Axiom-2             | クルードラゴン回収   |
| 2023年9月4日   | Crew-6              | クルードラゴン回収   |
| 2024年3月12日  | Crew-7              | クルードラゴン回収   |

## 事件
- アメリカ沿岸警備隊によれば、2020年5月9日にドラゴン2カプセルの回収訓練中に、GOサーチャーの乗組員が大西洋から男性を引き上げた[7][8]。

## ギャラリー
- 2019年3月8日、Demo-1ミッションのあとで海中から船上に引き上げられるクルードラゴン。
- 2019年3月8日、Demo-1ミッションのあとで船上に鎮座するクルードラゴン。
- 2019年3月8日、Demo-1ミッションのあとで船上に鎮座するクルードラゴン。
- 2019年8月13日、船上でNASAおよびスペースXのチームとともにクルードラゴンからクルーが出てくるためのリハーサルを行うNASAの宇宙飛行士ダグラス・ハーリー（左）とボブ・ベーンケン（英語版）（右）。同船はその後ベーンケンの妻で、スペースX Crew-2に搭乗したK・メーガン・マッカーサーにちなんで改名された。
- 2023年2月25日、母港であるポート・カナヴェラル（英語版）の西入江に停泊する、今はミーガンと名付けられた同船。